# Вилхелм фон Метерних
Вилхелм фон Метерних (на немски: Wilhelm von Metternich; * 1590; † между 17 май и 31 декември 1652) е фрайхер от род Метерних, господар на Винебург, Бербург, Кьонигсварт и Байлщайн над Мозел, бургграф на Щаркенбург в Рейнланд-Пфалц. Той е роднина с прочутия канцлер Клеменс фон Метерних.
Той е син на Йохан/Ханс Дитрих фон Метерних, байлиф на Майен (* 1553; † 1620/20 март 1625, и съпругата му Анна Фрай фон Дерн († 1625), дъщеря на Лубенц Фрай фон Дерн († 12 юли 1568/8 септември 1569) и Катарина фон Насау, дъщеря на Квирин фон Насау († 1538) и Елизабет фон Щафел (1506 – 1562). Внук е на Ханс фон Метерних (1500 – 1562) и четвъртата му съпруга Катарина фон дер Лайен († сл. 1567).
Брат е на фрайхер Лотар фон Метерних († 1663), Катарина фон Метерних, омъжена за Ханс Каспар фон дер Лайен цу Гондорф (1592 – 1640), и на Мария фон Метерних († 1625), омъжена за граф Йохан Филип Крац фон Шарфенщайн († 1635).
През 1652 г. фамилията му Метерних получа господството Винебург и Байлщайн. През 1679 г. линията Метерних е издигната на имперски графове. Те се наричат оттогава „фон Метерних-Винебург и Байлщайн“.

## Фамилия
Вилхелм фон Метерних се жени на 5 юни 1610 г. за Анна Урсула фон Хатщайн. Бракът е бездетен.
Вилхелм фон Метерних се жени втори път на 12 май 1619 г. за Анна Елеонора Брьомзер фон Рюдесхайм, († сл. 13 февруари 1658, погренбана на 24 април 1658 в катедралата на Майнц), дъщеря на Ханс Райхард Брьомзер фон Рюдесхайм (1566 – 1622) и Анна Маргарета фон Кронберг († 1609). Те имат децата:
- Анна Маргарета фон Метерних-Винебург-Байлщайн († 1700, Хайделберг), омъжена на 28 септември 1653 г. за фрайхер Франц фон Зикинген (* 8 февруари 1629; † 6 ноември 1715, Майнц)
- Филип Емерих фон Метерних-Винебург (* 1628; † 6 март 1698), граф на Метерних-Винебург-Байлщайн, господар в Кьонигсварт и Гаулсхайм, бургграф на Егер, женен I. на 14 февруари 1652 г. за Мария Елизабет Магдалена Валдбот фон Басенхайм (* ок. 1630; † 1685); имат син, II. за Анна Терезия Кукр фон Дамфелд